# 麥圭爾島
64°46′S 64°24′W / 64.767°S 64.400°W
麥圭爾島（英語：McGuire Island），是南極洲的島嶼，屬於帕默群島中茹班群島的一部分，由美國南極名稱諮詢委員命名，現時由南極條約體系管理。